# Иванова, Татьяна Борисовна
Татьяна Борисовна Иванова (в девичестве — Опаркина; 5 сентября 1947, Щербаков, Ярославская область — 7 марта 2021, Ярославль) — советская и российская театральная актриса, народная артистка России (2006), актриса Российского театра драмы имени Ф. Волкова.

## Биография
Родилась 5 сентября 1947 года в городе Рыбинске Ярославской области.
В 1971 году завершила обучение в Ярославском театральном училище у руководителя курса Ф. Е. Шишигина. Была принята в труппу театра имени Фёдора Волкова. Дебют актрисы состоялся в роли Виктоши в постановке «Сказки старого Арбата».
В дальнейшем роли Екатерины II («Царская охота»), Клавдии («Солдатская вдова»), Надежды Монаховой («Варвары»), Реневы («Светит, да не греет»), Луизы («Маленькие трагедии»), Марии («Двенадцатая ночь»), Лизаньки («Горе от ума») создали имя и перспективы для развития таланта молодой актрисы.
В 1985 году получила диплом о высшем образовании Ярославского театрального института. Обучалась у руководителя курса Г. Б. Дроздова.
Творческое многообразие и разносторонность оттачивались в таких ролях классического репертуара, как Гурмыжская («Лес»).
С 1974 года была членом Союза театральный деятелей РСФСР, а затем и Российской Федерации. Член Правления Ярославской организации СТД РФ.
Продолжала работать в театре.
Умерла 7 марта 2021 года.

## Награды
- Народная артистка Российской Федерации (1 декабря 2006).
- Заслуженная артистка Российской Федерации (6 июля 1994) — за заслуги в области театрального искусства
- Диплом «Лучшая женская роль» — за исполнение роли Анисьи в спектакле «Власть тьмы» по пьесе Л. Толстого на Всероссийском смотре спектаклей драматических и детских театров, посвящённых 150-летию со дня рождения Л. Толстого. Тула,1978.
- Областная премия «Лучшая роль года» — за исполнение роли Матрены в спектакле «Горячее сердце» А. Островского. Ярославль, 1988.
- Областная премия за заслуги в развитии искусства, культуры, литературы, журналистики, архитектуры и реставрации в номинации «Театральное искусство», премия имени Ф. Волкова второй степени — за исполнение роли миссис Уайр в спектакле «Вье карре» («Старый квартал Нового Орлеана») Т. Уильямса. Ярославль, 1994.
- Областная премия «Лучшая роль года» — за исполнение роли Гурмыжской в спектакле «Лес». Ярославль, 1997.
- Областная премия за заслуги в развитии искусства, культуры, литературы, журналистики, архитектуры и реставрации в номинации «Театральное искусство», премия имени Ф. Волкова I степени — за исполнение роли Звездинцевой в спектакле «Спириты» Л. Толстого. Ярославль, 2003.
- Премия Центрального федерального округа в области литературы и искусства, учреждённая полномочным представителем Президента Российской Федерации в Центральном округе «За достижения в области театрального искусства» II степени. 2005.
- Областная премия «За высокое служение театру и развитие традиций Фёдора Волкова» 2009 год.

## Работы в театре
Российский театр драмы имени Ф. Волкова
- Виктоша — «Сказки старого Арбата» А. Арбузова;
- Ксения — «Царь Юрий» В. Соловьёва;
- Аленка — «Фёдор Волков» Н. Севера;
- Василина — «Снега» Ю. Чепурин;
- Клавдия — «Солдатская вдова» Н. Анкилова;
- Вера — «Долги наши» Э. Володарского;
- Луиза — «Маленькие трагедии» А. Пушкина;
- Мария — «Двенадцатая ночь» В. Шекспира;
- 4-я Сказительница, Жар-птица, Месяц-Месяцович, Кобылица — «Конёк-горбунок» П. Ершова;
- Лиза — «Горе от ума» А. Грибоедова;
- Панаева — «Штурманы грядущих бурь» Н. Севера;
- Пьеретта — «Восемь любящих женщин» Р. Тома;
- Анисья — «Власть тьмы» Л. Толстого;
- Екатерина — «Царская охота» Л. Зорина;
- Монахова — «Варвары» М. Горького;
- Дженни-Малина — «Трёхгрошовая опера» Б. Брехта, К. Вайля;
- Ренева — «Светит, да не греет»;
- Матрёна — «Горячее сердце» А. Островского;
- Елена Петровна — «Профессор Сторицын» Л. Андреева;
- Медея — «Медея» Л. Разумовской;
- Смельская — «Таланты и поклонники» А. Островского;
- Анна Павловна — «Живой труп» Л. Толстого;
- Миссис Уайр — «Вье карре» Т. Уильямса;
- Екатерина — «Детоубийца» Ф. Горенштейна;
- Гурмыжская — «Лес» А. Островского;
- Манефа — «На всякого мудреца довольно простоты» А. Островского;
- Анна Андреевна — «Ревизор» Н. Гоголя;
- Звездинцева — «Спириты» Л. Толстого;
- Элейн Маццони — «Последний пылкий влюблённый» Н. Саймона;
- Чебоксарова — «Бешеные деньги» А. Островского;
- Донна Роза — «Тётка Чарлея» Б. Томаса;
- Хлёстова — «Горе от ума» А. Грибоедова;
- Вера Игнатьевна — «Екатерина Ивановна» Л. Андреева.

## Фильмография
Татьяна Иванова исполнила несколько ролей в кино:
- 1974 — Одиножды один, молодуха;
- 2004 — Искушение Титаника, эпизод;
- 2007 — Иное, бухгалтер;
- 2009 — Журов (фильм № 5), эпизод;
- 2009 — Котовский, Надежда Владимировна Брусилова;
- 2009 — Снег на голову, эпизод;